# André Berthomieu
André Berthomieu (Rouen, França, 15 de Fevereiro de 1903 - Vineuil-Saint-Firmin, França, 10 de Abril de 1960), foi um roteirista e diretor de cinema francês. Ele era casado com a atriz Line Noro.

## Filmografia parcial
- 1928 : Pas si bête
- 1929 : Le Crime de Sylvestre Bonnard, adaptação de Le Crime de Sylvestre Bonnard de Anatole France; com Gina Barbieri, Simone Bourday
- 1929 : Ces dames aux chapeaux verts, adaptação do romance de Germaine Acremant
- 1929 : Rapacité, com Gaston Jacquet, Florence Gray
- 1931 : Gagne ta vie
- 1931 : Mon cœur et ses millions como Modeste Arveyres
- 1931 : Falska millionären como Modeste Arveyres
- 1931 : Coquecigrole, com Danielle Darrieux
- 1931 : Mon ami Victor, com René Lefèvre, Pierre Brasseur e Simone Bourday
- 1932 : Le Crime du Bouif
- 1932 : Barranco, Ltd
- 1933 : Mademoiselle Josette, ma femme, com Annabella, Jean Murat e Jean Marconi
- 1933 : Les Ailes brisées
- 1934 : N'aimer que toi
- 1934 : L'Aristo
- 1933 : La Femme idéale
- 1935 : Jim la Houlette (como Berthomieu)
- 1936 : Le secret de Polichinelle, com André Alerme, Raimu e Françoise Rosay
- 1936 : La Flamme
- 1936 : Le Mort en fuite, com Jules Berry, Michel Simon, Marie Glory
- 1936 : L'Amant de Madame Vidal, com Elvire Popesco
- 1937 : The Girl in the Taxi
- 1937 : Le Porte-veine
- 1937 : La Chaste Suzanne
- 1938 : Les Nouveaux Riches, com Raimu et Michel Simon
- 1938 : L'Inconnue de Monte-Carlo
- 1938 : Le Train pour Venise
- 1939 : Eusèbe député, com Michel Simon
- 1939 : Dédé La Musique
- 1942 : La Neige sur les pas, com Pierre Blanchar, Georges Lannes e Pauline Carton
- 1942 : La Croisée des Chemins
- 1942 : Promesse à l'inconnue
- 1943 : Le Secret de Madame Clapain
- 1944 : L'Ange de la nuit, com Michèle Alfa, Jean-Louis Barrault e Pierre Larquey
- 1945 : J'ai dix-sept ans
- 1945 : Peloton d'exécution
- 1946 : Pas si bête, com Bourvil e Suzy Carrier
- 1946 : Gringalet
- 1947 : Amour, Délices et Orgues
- 1947 : Carré de valets
- 1948 : Blanc comme neige, com Bourvil, Mona Goya e Pauline Carton
- 1948 : L'Ombre
- 1949 : Le Bal des pompiers, com Claude Dauphin, Paulette Dubost e Robert Arnoux
- 1949 : Le Cœur sur la main, com Bourvil, Michèle Philippe e Jacques Louvigny
- 1949 : La Femme nue, com Giselle Pascal, Yves Vincent e Michèle Philippe
- 1950 : La Petite Chocolatière, com Giselle Pascal, Claude Dauphin e Henri Génès
- 1950 : Le Roi Pandore, com André Bourvil e Georges Lannes.
- 1950 : Pigalle-Saint-Germain-des-Prés
- 1951 : Le Roi des camelots
- 1951 : Chacun son tour
- 1951 : Jamais deux sans trois
- 1952 : Allô... je t'aime
- 1953 : Belle mentalité
- 1953 : Le Dernier Robin des Bois
- 1953 : Le Portrait de son père, com Jean Richard, Brigitte Bardot e Daniel Cauchy
- 1954 : Scènes de ménage, com Louis de Funès, Bernard Blier e Sophie Desmarets
- 1954 : L'Œil en coulisse
- 1955 : Les deux font la paire (remake do filme Le Mort en fuite, versão de 1936)
- 1955 : Quatre jours à Paris
- 1956 : Les Duraton
- 1956 : La Joyeuse prison
- 1957 : À la Jamaïque, com Luis Mariano, Paquita Rico e Darry Cowl
- 1957 : Cinq millions comptant
- 1958 : En légitime défense, com Bernard Blier, Pierre Mondy e Robert Dalban
- 1958 : Sacrée Jeunesse
- 1960 : Préméditation, com Jean-Claude Pascal, Jean Desailly, Pascale Roberts